# Moon Woo-jin
Moon Woo-jin (en hangul, 문우진) es un actor infantil surcoreano.

## Carrera
Es miembro de la agencia T1 Entertainment (티원 엔터테인먼트).
En 2017 se unió al elenco de la serie Oh, the Mysterious (también conocida como "Doubtful Victory"), donde dio vida a Han Kang, el hijo de Kang Chul-ki (Jang Hyun-sung).
En el 2018 apareció en la serie My Contracted Husband, Mr. Oh (también conocida como "My Husband Oh Jak Doo") donde interpretó a Oh Hyuk de niño. Papel interpretado por el actor Kim Kang-woo de adulto.
También se unió a la serie Come and Hug Me, donde interpretó a Yoon Na-moo de niño, papel interpretado por el actor Nam Da-reum de adolescente y por Jang Ki-yong de adulto.
Apareció en la serie About Time, donde interpretó a Lee Do-ha (Lee Sang-yoon) de niño.
Ese mismo año se unió al elenco de la exitosa y popular serie What's Wrong With Secretary Kim?, donde interpretó a Lee Sung-hyun (Park Seo Joon) de pequeño.
Ese mismo año también realizó una aparición especial en la serie The Beauty Inside, donde interpretó a Han Se-gye (Seo Hyun-jin) como niño, mientras se encontraba en una de sus transformaciones.
El 20 de septiembre del 2019 realizó una aparición especial en la serie Vagabond, donde dio vida a Cha Hoon, el sobrino de 11 años de Cha Dal-gun (Lee Seung-gi) que muere en un accidente aéreo luego de un atentado.
En marzo del 2020 se unió al elenco recurrente de la serie I've Returned After One Marriage, donde interpretó a Kim Ji-hoon, el hijo de Song Ga-hee (Oh Yoon-ah) y Kim Seung-hyun (Bae Ho-geun), hasta el final de la serie el 13 de septiembre del mismo año.
El 8 de marzo del mismo año se unió al elenco recurrente de la serie The King: The Eternal Monarch, donde dio vida a Kang Shin-jae de joven, hasta el final de la serie el 12 de junio del mismo año.

## Filmografía

### Series de televisión
| Año  | Título                           | Personaje                                | Notas                           | Ref.   |
| ---- | -------------------------------- | ---------------------------------------- | ------------------------------- | ------ |
| 2017 | The King in Love                 | Wang Won (de pequeño)                    |                                 |        |
| 2017 | Man Who Sets the Table           | Lee So-won (de pequeño)                  |                                 |        |
| 2017 | Bad Thief, Good Thief            | Jang Min-jae (de pequeño)                |                                 |        |
| 2017 | Live Up to Your Name             | Heo Im (de pequeño)                      |                                 |        |
| 2017 | Oh, the Mysterious               | Han Kang                                 |                                 |        |
| 2018 | My Contracted Husband, Mr. Oh    | Oh Hyuk (de niño)                        |                                 |        |
| 2018 | Come and Hug Me                  | Yoon Na-moo (de niño)                    |                                 |        |
| 2018 | About Time                       | Lee Do-ha (de niño)                      |                                 |        |
| 2018 | What's Wrong With Secretary Kim  | Lee Sung-hyun (de niño)                  | 9 episodios                     |        |
| 2018 | Life on Mars                     | Kyung Ho                                 | Ep. 6                           |        |
| 2018 | My ID is Gangnam Beauty          | Do Kyung-seok (de niño)                  |                                 |        |
| 2018 | The Beauty Inside                | Han Se-gye (como niño)                   | 2 episodios                     |        |
| 2018 | Gangnam Scandal                  | Hong Se-hyun (de niño)                   |                                 |        |
| 2019 | The Fiery Priest                 | Kim Hae-il (de pequeño)                  |                                 |        |
| 2019 | Kill It                          | Kim Soo-hyeon (de niño)                  | 7 episodios                     |        |
| 2019 | Arthdal Chronicles Pt. 2         | Ta-gon (de pequeño)                      |                                 |        |
| 2019 | Watcher                          | Kim Young-goon (de pequeño)              | 2 episodios                     |        |
| 2019 | Vagabond                         | Cha Hoon (11 años)                       | 3 episodios                     |        |
| 2019 | My Country: The New Age          | Seo Hwi (de niño)                        | 3 episodios                     |        |
| 2020 | The King: The Eternal Monarch    | Kang Shin-jae / Kang Hyun-min (de joven) | 10 episodios                    |        |
| 2020 | It's Okay to Not Be Okay         | Moon Gang-tae (de joven)                 |                                 |        |
| 2020 | Alice                            | Park Jin-kyum (de pequeño)               | Ep. 1 y 7                       |        |
| 2020 | I've Returned After One Marriage | Kim Ji-hoon                              |                                 |        |
| 2021 | Joseon Exorcist                  | Príncipe Kang-nyung                      |                                 |        |
| 2021 | The Devil Judge                  | Kang Yo-han (de joven)                   | 8 episodios, aparición especial |        |
| 2021 | School 2021                      | Gong Ki-joon (de joven)                  | Ep. 2, aparición especial       |        |
| 2022 | Besos y presagios                | Min-hoo (de adolescente)                 |                                 |        |
| 2023 | El naufragio de una diva         | Jung Ki-ho/Kang Bo-geol                  |                                 | [ 10 ] |
| 2023 | Dog Days of Summer               | Kim Yi-joon                              | Drama Special, temp. 14, ep. 5  |        |
| 2024 | Una familia atípica              | Han Joon-woo                             |                                 | [ 11 ] |
| 2025 | Sin máscaras                     | Son Joon-young                           |                                 | [ 12 ] |
| 2025 | My Dearest Nemesis               | Joo-yeon de adolescente                  |                                 | [ 13 ] |
| 2025 | Si la vida te da mandarinas...   | Gwan-shik de adolescente                 |                                 | [ 14 ] |
| 2025 | Primavera de juventud            | Sa-gye de adolescente                    |                                 | [ 15 ] |

### Películas
| Año  | Título      | Hangul   | Personaje    | Ref.   |
| ---- | ----------- | -------- | ------------ | ------ |
| 2020 | Península   | 반도     | Dong-hwan    |        |
| 2024 | Hijack 1971 | 하이재킹 | Lee Han-bong | [ 16 ] |

### Apariciones en videos musicales
| Año  | Artistas  | Canción     | Notas  |
| ---- | --------- | ----------- | ------ |
| 2017 | Wanna One | "Beautiful" | [ 17 ] |
| 2019 | Momoland  | "Thumbs Up" | [ 18 ] |

### Anuncios
| Año  | Título                                     | Notas |
| ---- | ------------------------------------------ | ----- |
| 2016 | 제주항공우주박물관 - "제주여행" 편         |       |
| 2017 | 한우리독서토론논술 - "엄마들은 다 안다" 편 |       |
| 2017 | 아이코닉스 - "스톤에이지 배틀 스톤리더" 편 |       |
| 2018 | BC카드                                     |       |
| 2018 | 잉글리쉬아이                               |       |
| 2019 | 아디다스                                   |       |

## Premios y nominaciones
| Año  | Premio                      | Categoría                     | Trabajo                          | Resultado | Ref.          |
| ---- | --------------------------- | ----------------------------- | -------------------------------- | --------- | ------------- |
| 2020 | 34.os Premios KBS Drama     | Best Child Actor Award        | I've Returned After One Marriage | Ganador   | [ 19 ]        |
| 2025 | 61.os Premios Baeksang Arts | Mejor actor revelación (cine) | Love in the Big City             | Pendiente | [ 20 ] [ 21 ] |